# Anderl Heckmair

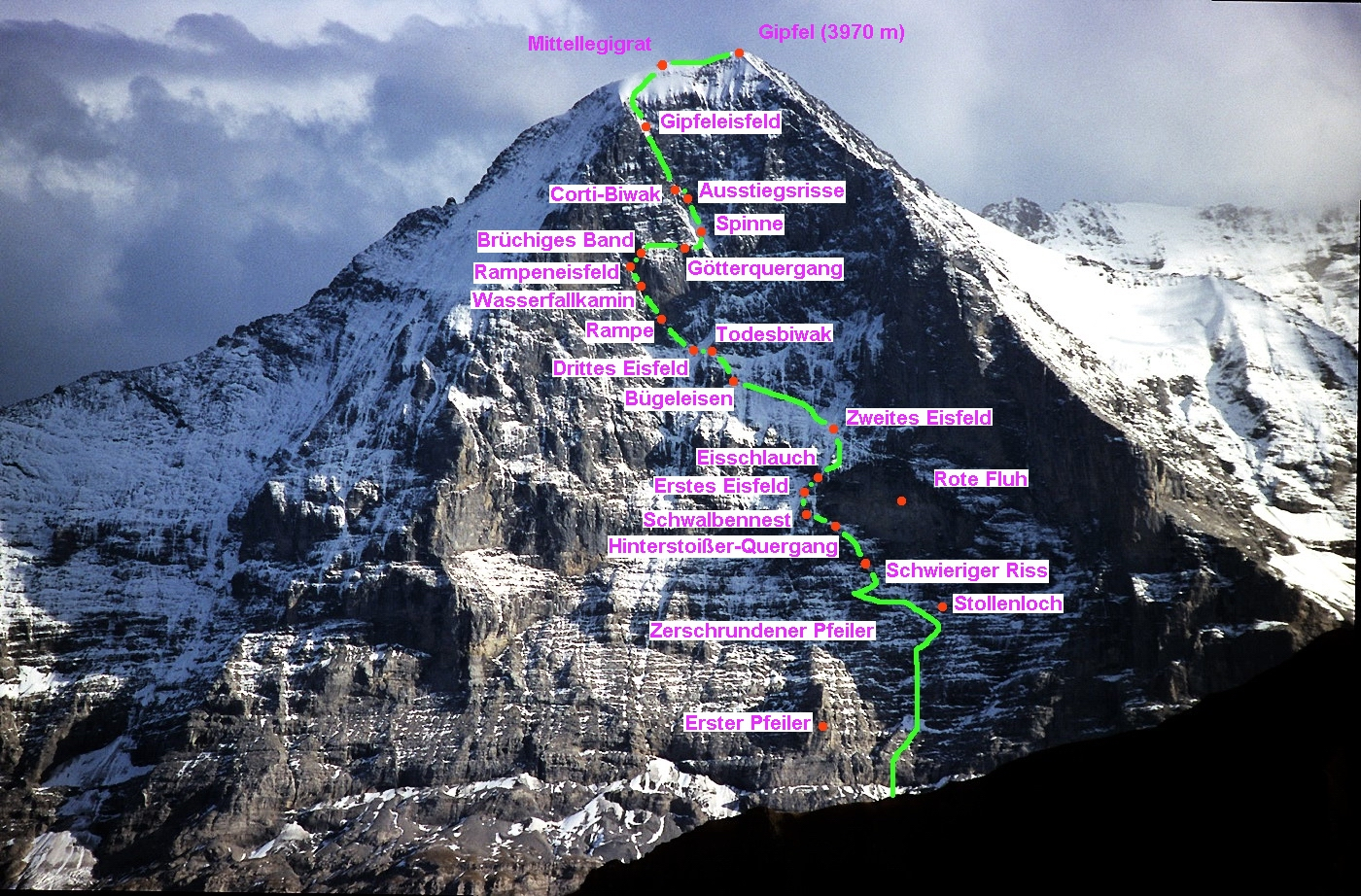
Via Heckmair a la cara nord de l'Eiger

Anderl Heckmair o Andreas Heckmair, nat el 12 d'octubre de 1906 a Múnic (Baviera, Imperi Alemany), i mort l'1 de febrer de 2005 a Oberstdorf (districte d'Oberallgäu, Baviera, Alemanya), fou un alpinista, guia de muntanya i escriptor alemany.
El seu fet més rellevant fou la primera ascensió de la cara nord de l'Eiger, cim dels Alps de Suïssa del 21 al 24 de juliol de 1938, juntament amb el també alemany Ludwig Vörg i els austríacs Heinrich Harrer i Fritz Kasparek, per la que avui en dia es coneix com a via Heckmair o via clàssica de la cara nord.
La cara nord de l'Eiger, es considerava un dels tres últims problemes dels Alps per l'alpinisme dels anys 30 del segle xx, juntament amb la cara nord del Cerví i la cara nord de les Grandes Jorasses. Heckmair va popularitzar el concepte dels tres grans problemes en titolar així el seu llibre de 1949 Die drei letzten Probleme der Alpen: Matterhorn-Nordwand, Grandes Jorasses-Nordwand, Eiger-Nordwand. Fou l'austríac Fritz Kasparek, el 1938, qui per primera vegada emprà la noció dels tres grans problemes (drei Grossen Wandprobleme), en el llibre de Um die Eiger Nordwand escrit conjuntament amb els seus companys després de la primera escalada de la cara nord l'Eiger.

## Ascensions rellevants
- 1929 - Via Solleder a la Civetta
- 1931 - Cara nord de l'agulla dels Grands Charmoz
- 1931 - Primera de la calotte de Rochefort (Grandes Jorasses)
- 1932 - Diverses primeres al Jbel Toubkal
- 1938 - Primera de la cara nord de l'Eiger[2][1]
- 1951 - Cara nord de les Grandes Jorasses per l'esperó Walker, amb Hermann Köllensperger

## Obra escrita
- Heckmair, Anderl; Vörg, Ludwig; Kasparek, Fritz; Harrer, Heinrich. Um die Eiger Nordwand.  Múnic: Zentralverlag der NSDAP-Franze Eher Nachf, 1938.
- Heckmair, Anderl. Die drei letzten Probleme der Alpen: Matterhorn-Nordwand, Grandes Jorasses-Nordwand, Eiger-Nordwand.  Múnic: Bruckmann, 1949.
- Heckmair, Anderl. Les trois derniers problèmes des Alpes. La face nord du Cervin, la face nord des Grandes Jorasses, la face nord de l'Eiger.  Arthaud, 1951 (Sempervivum - núm. 15).
- Heckmair, Anderl. Les trois derniers problèmes des Alpes: la face nord du Cervin, la face nord des Grandes Jorasses, la face nord de l'Eiger : avec un chapitre inédit relatif à l'escalade de la Pointe Walker (août 1951).  Slatkine, 1951 (Alpes et les hommes - núm. 9).
- Heckmair, Anderl. Los tres últimos problemas de los Alpes (Die drei letzten Probleme der Alpe).  Madrid: Desnivel, 2002. ISBN 9788495760586.
- Heckmair, Anderl; Messner, Reinhold (pròleg). Eigernordwand, Grandes Jorasses und andere Abenteuer.  Zuric: AS Verlag & Buchkonzept AG, 1999. ISBN 3905111381.
- Heckmair, Anderl; Carruthers, Tim (trad.). My Life: Eiger North Face, Grandes Jorasses, and Other Adventures.  Seattle, WA: The Mountaineers Books, 2002.
- Heckmair, Anderl. Alpiniste.  Chamonix: Guérin, 1997. ISBN 9782911755118.
- Heckmair, Anderl. So war’s.  Oberstdorf: Oberstdorfer Alpenverlag, 1991.
- Heckmair, Anderl. Mein Leben als Bergsteiger.  Munic: Nymphenburger Verlagshandlung, 1972. ISBN 3485017558.